# 笹森清
笹森 清（ささもり きよし、1940年10月21日 - 2011年6月4日）は、日本の労働運動家。日本労働組合総連合会長（第4代）、内閣特別顧問を歴任した。位階は従三位。

## 人物
東京都出身。埼玉県川越市に転居し、埼玉県立川越高等学校卒業。東京電力入社後に東京電力労働組合に入り、組合活動などを行った。1989年には委員長になる。1993年からは全国電力関連産業労働組合総連合（電力総連）の会長に就任。
2001年に日本労働組合総連合会会長（第4代）に就任、2005年まで務めた後に、連合顧問に就任。2010年には、当時内閣総理大臣の菅直人に請われて、内閣特別顧問を務めた。
2011年6月4日午前5時56分、膵臓癌のため東京都の病院で死去。70歳没。生前の功績により日本政府から従三位に叙されるとともに旭日大綬章が追贈された。

## 経歴
- 1960年 東京電力入社
- 1982年 全日本民間労働組合協議会 事務局次長
- 1986年 東京電力労働組合 書記長
- 1989年 東京電力労働組合 委員長
- 1993年
  - 全国電力関連産業労働組合総連合 会長
  - 日本労働組合総連合会 副会長
- 1997年 日本労働組合総連合会 事務局長
- 2001年
  - 日本労働組合総連合会 会長
  - 財政制度等審議会 委員
  - 司法制度改革推進本部 顧問
- 2002年 法制審議会 委員
- 2003年 郵政行政審議会 委員
- 2004年 社会保障の在り方に関する懇談会 委員
- 2010年 内閣特別顧問

## 役職
- 労働者福祉中央協議会 会長
- 財団法人社会経済生産性本部 理事
- 財団法人国際労働財団評議員
- 民間外交推進協会評議員会 副議長
- 財団法人日弁連法務研究財団 理事
- 財団法人松下政経塾 評議員
- NPO法人エコキャップ推進協会 理事長

## 主張
- 選択的夫婦別姓制度に賛成していた。「職場での旧姓使用には書類上不都合が多い」と指摘している[3]。

## 脚註
1. ↑  笹森清・元連合会長が死去 内閣特別顧問 日本経済新聞 2011年6月4日
2. ↑  官報第5584号（平成23年6月27日付）8頁参照
3. ↑  「mネット通信」2003年1月16日、vol:48